# 1806 год
1806 (ты́сяча восемьсо́т шесто́й) год  по григорианскому календарю — невисокосный год, начинающийся в среду. Это 1806 год нашей эры, 6‑й год 1‑го десятилетия XIX века 2‑го тысячелетия, 7‑й год 1800‑х годов. Он закончился 219 лет назад.
| Пн | Вт | Ср | Чт | Пт | Сб | Вс |
|    |    | 1  | 2  | 3  | 4  | 5  |
| 6  | 7  | 8  | 9  | 10 | 11 | 12 |
| 13 | 14 | 15 | 16 | 17 | 18 | 19 |
| 20 | 21 | 22 | 23 | 24 | 25 | 26 |
| 27 | 28 | 29 | 30 | 31 |    |    |

| Пн | Вт | Ср | Чт | Пт | Сб | Вс |
|    |    |    |    |    | 1  | 2  |
| 3  | 4  | 5  | 6  | 7  | 8  | 9  |
| 10 | 11 | 12 | 13 | 14 | 15 | 16 |
| 17 | 18 | 19 | 20 | 21 | 22 | 23 |
| 24 | 25 | 26 | 27 | 28 |    |    |

| Пн | Вт | Ср | Чт | Пт | Сб | Вс |
|    |    |    |    |    | 1  | 2  |
| 3  | 4  | 5  | 6  | 7  | 8  | 9  |
| 10 | 11 | 12 | 13 | 14 | 15 | 16 |
| 17 | 18 | 19 | 20 | 21 | 22 | 23 |
| 24 | 25 | 26 | 27 | 28 | 29 | 30 |
| 31 |    |    |    |    |    |    |

| Пн | Вт | Ср | Чт | Пт | Сб | Вс |
|    | 1  | 2  | 3  | 4  | 5  | 6  |
| 7  | 8  | 9  | 10 | 11 | 12 | 13 |
| 14 | 15 | 16 | 17 | 18 | 19 | 20 |
| 21 | 22 | 23 | 24 | 25 | 26 | 27 |
| 28 | 29 | 30 |    |    |    |    |

| Пн | Вт | Ср | Чт | Пт | Сб | Вс |
|    |    |    | 1  | 2  | 3  | 4  |
| 5  | 6  | 7  | 8  | 9  | 10 | 11 |
| 12 | 13 | 14 | 15 | 16 | 17 | 18 |
| 19 | 20 | 21 | 22 | 23 | 24 | 25 |
| 26 | 27 | 28 | 29 | 30 | 31 |    |

| Пн | Вт | Ср | Чт | Пт | Сб | Вс |
|    |    |    |    |    |    | 1  |
| 2  | 3  | 4  | 5  | 6  | 7  | 8  |
| 9  | 10 | 11 | 12 | 13 | 14 | 15 |
| 16 | 17 | 18 | 19 | 20 | 21 | 22 |
| 23 | 24 | 25 | 26 | 27 | 28 | 29 |
| 30 |    |    |    |    |    |    |

| Пн | Вт | Ср | Чт | Пт | Сб | Вс |
|    | 1  | 2  | 3  | 4  | 5  | 6  |
| 7  | 8  | 9  | 10 | 11 | 12 | 13 |
| 14 | 15 | 16 | 17 | 18 | 19 | 20 |
| 21 | 22 | 23 | 24 | 25 | 26 | 27 |
| 28 | 29 | 30 | 31 |    |    |    |

| Пн | Вт | Ср | Чт | Пт | Сб | Вс |
|    |    |    |    | 1  | 2  | 3  |
| 4  | 5  | 6  | 7  | 8  | 9  | 10 |
| 11 | 12 | 13 | 14 | 15 | 16 | 17 |
| 18 | 19 | 20 | 21 | 22 | 23 | 24 |
| 25 | 26 | 27 | 28 | 29 | 30 | 31 |

| Пн | Вт | Ср | Чт | Пт | Сб | Вс |
| 1  | 2  | 3  | 4  | 5  | 6  | 7  |
| 8  | 9  | 10 | 11 | 12 | 13 | 14 |
| 15 | 16 | 17 | 18 | 19 | 20 | 21 |
| 22 | 23 | 24 | 25 | 26 | 27 | 28 |
| 29 | 30 |    |    |    |    |    |

| Пн | Вт | Ср | Чт | Пт | Сб | Вс |
|    |    | 1  | 2  | 3  | 4  | 5  |
| 6  | 7  | 8  | 9  | 10 | 11 | 12 |
| 13 | 14 | 15 | 16 | 17 | 18 | 19 |
| 20 | 21 | 22 | 23 | 24 | 25 | 26 |
| 27 | 28 | 29 | 30 | 31 |    |    |

| Пн | Вт | Ср | Чт | Пт | Сб | Вс |
|    |    |    |    |    | 1  | 2  |
| 3  | 4  | 5  | 6  | 7  | 8  | 9  |
| 10 | 11 | 12 | 13 | 14 | 15 | 16 |
| 17 | 18 | 19 | 20 | 21 | 22 | 23 |
| 24 | 25 | 26 | 27 | 28 | 29 | 30 |

| Пн | Вт | Ср | Чт | Пт | Сб | Вс |
| 1  | 2  | 3  | 4  | 5  | 6  | 7  |
| 8  | 9  | 10 | 11 | 12 | 13 | 14 |
| 15 | 16 | 17 | 18 | 19 | 20 | 21 |
| 22 | 23 | 24 | 25 | 26 | 27 | 28 |
| 29 | 30 | 31 |    |    |    |    |

## События
- 8 января — в подчинение к Российской империи переходит Ширванское ханство[1].
- 9 января — в Лондоне состоялись торжественные похороны адмирала Горацио Нельсона.
- 12 января — французские войска покинули Вену[2].
- 6 февраля — королевский флот разбил французов у Сан-Доминго.
- 11 февраля — Уильям Гренвиль становится 19-м премьер-министром Великобритании.
- 20 февраля — при проведении церемонии сдачи крепости Баку выстрелом из пистолета убит русский князь П. Д. Цицианов.
- 5 июня — Луи Бонапарт провозглашён королём Голландии.
- 5 июня — турецкий султан Селим III признал Наполеона императором[3].
- 24 июня — Наполеон запретил игорные дома на всей территории Франции, кроме Парижа и городов, где есть минеральные воды.
- 25 июня — британский десант Уильяма Бересфорда высадился в окрестностях Буэнос-Айреса[4].
- 27 июня — британский десант занял Буэнос-Айрес[4].
- 12 июля — заключён Рейнский Союз[5].
- 5 августа — шлюп «Нева» под командованием Юрия Лисянского вернулся в Кронштадт, завершив первое русское кругосветное плавание.
- 6 августа — император Австрии Франц II отказался от германской императорской короны. Священная Римская империя ликвидирована[2][5].
- 11 августа — население Буэнос-Айреса подняло восстание против британских войск[6].
- 14 августа
  - Образовано Великое герцогство Гессен.
  - Британский десант покинул Буэнос-Айрес. Муниципалитет города отказался подтвердить власть испанского вице-короля Рафаэля Собремонте и назначил военным губернатором и командующим Сантьяго де Линье[6].
- 24 августа — по требованию Франции Турция сместила господарей Валахии и Молдавии[7].
- 26 августа — по приказу Наполеона расстрелян книгопродавец из Нюрнберга Иоганн Пальм[8].
- Октябрь — началась Русско-турецкая война (1806—1812).
- 6 октября — Пруссия объявила войну Франции[9].
- 14 октября — произошла Битва при Йене и Ауэрштедте[8].
- 15 октября — Бакинское ханство перешло в подчинение к Российской империи и было упразднено. Образован Бакинский округ[1].
- 17 октября — близ местечка Понт-Руж схвачен и растерзан заговорщиками император Гаити Жакоб I[10].
- 20 октября — в Тунисском проливе затонуло судно HMS Athenienne[англ.]; погибло 347 человек[11].
- 23 октября — временным правителем Гаити провозглашён генерал Анри Кристоф[12].
- 27 октября — французская армия вступила в Берлин[8].
- 3 ноября — в Варшаве генерал Ян Генрик Домбровский и писатель Юзеф Выбицкий опубликовали по приказу Наполеона прокламацию, давшую понять, что Наполеон намерен восстановить польское государство[13].
- 10 ноября — перед французской армией капитулировали крепости Штеттин, Кюстрин и Магдебург[8].
- 19 ноября — Наполеон заявил депутации поляков, что Франция не признаёт разделы Польши[14].
- 21 ноября — Берлинский декрет Наполеона о введении континентальной блокады[15].
- 27 ноября — французская армия вступила в Варшаву[14].
- 18 декабря — в Порт-о-Пренсе открылось первое законодательное собрание Гаити[10].
- 23 декабря — сербы освободили от турок Белград[7].
- 26 декабря — сражения при Пултуске и Голымине.
- 27 декабря
  - Русская армия заняла Бухарест[7].
  - Принята новая конституция Гаити. Страна провозглашена республикой[10].

### Без точных дат
- Назначенный вместо Цицианова И. В. Гудович летом 1806 года разгромил Аббас-Мирзу при Каракапете (Карабах) и покорил Дербентское, Бакинское (Баку) и Кубинское ханства (Куба)|.

## Родились
См. также: Категория:Родившиеся в 1806 году
- 1 января — Карл фон Вебер, немецкий историк (ум. 1879).
- 7 января –  Енс Андерсен Хансен, датский издатель.
- 13 февраля — Владимир Алексеевич Корнилов, русский флотоводец, герой Севастопольской обороны 1854—1855 годов (погиб 1854).
- 26 февраля — Ян Казимир Вильчинский, врач, коллекционер, издатель «Виленского альбома» (ум. 1885).
- 28 февраля — Зигфрид Бехер, австрийский статистик, политэконом и педагог (ум. 1873)[16].
- 19 марта — Юзеф Коженевский, виленский медик (ум. 1870).
- 21 марта — Бенито Пабло Хуарес, национальный герой Мексики, президент Мексики в 1858—1872 годах (ум. 1872).
- 3 апреля — Иван Васильевич Киреевский, русский религиозный философ, литературный критик и публицист (ум. 1856).
- 21 апреля — Петрус ван Шендель, голландско-бельгийский жанровый художник в стиле романтизма, специализировавшийся на ночных сценах (ум. в 1870).
- 20 мая — Джон Стюарт Милль, английский мыслитель и экономист (ум. 1873).
- 7 июля — Микеле Амари — итальянский историк и политик.
- 17 июля — Франц Карл Моверс, немецкий римско-католический богослов, востоковед и педагог (ум. 1856)[17][18].
- 20 июля — Франческо Бонаини, итальянский историк, филолог, палеонтолог и архивариус; секретарь Академии делла Круска (ум. 1874).
- 28 июля — Александр Андреевич Иванов, русский художник (ум. 1858).
- 11 августа — Жан-Батист Ориоль, французский артист цирка (ум. 1881).
- 11 октября — Александр Карагеоргиевич, князь Сербии в 1842—1859 годах (ум. 1885).
- 25 октября — Макс Штирнер, настоящее имя Иоганн Каспар Шмидт, немецкий философ (ум. 1856).
- 30 октября — Степан Петрович Шевырёв, русский литературный критик, историк литературы, поэт (ум. 1864).

## Скончались
См. также: Категория:Умершие в 1806 году

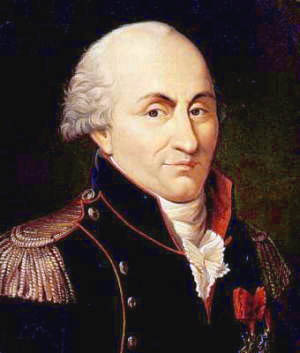
Кулон

- 7 января — Паолин Святого Варфоломея, иеромонах ордена босых кармелитов, миссионер и востоковед, отец европейской индологии.
- 23 января — Уильям Питт Младший, 16-й и 18-й премьер-министр Великобритании.
- 3 февраля — Никола Ретиф де ла Бретонн, французский писатель (родился в 1734).
- 4 апреля — Карло Гоцци, итальянский драматург (родился в 1720).
- 13 апреля — Семён Кириллович Котельников, русский математик (родился в 1723).
- 22 апреля — Пьер-Шарль де Вильнёв, французский вице-адмирал (родился в 1763).
- 2 августа — Конрад Квензель, шведский энтомолог (родился в 1767).
- 3 августа — Мишель Адансон, французский естествоиспытатель и путешественник (родился в 1727).
- 22 августа — Жан Оноре Фрагонар, французский художник (родился в 1732).
- 23 августа — Шарль Огюстен де Кулон, французский инженер и физик (родился в 1736).
- 19 октября — Генри Кирк Уайт, английский поэт (род. 1785).
- 19 ноября — Клод-Никола Леду, французский архитектор, мастер архитектуры французского классицизма, предвосхитивший многие принципы модернизма (род.1736)